# 水西路
水西路是中国广东省广州市的一条西南-东北走向道路，位于黄埔区萝岗，西南自开创大道与科丰路交界处始，向东北延伸至开萝大道。

## 名称由来
水西路因附近的水西村而得名。道路於2005年12月命名。2020年8月该道路延伸。

## 描述
全长3km，宽24～36米，双向4～6车道。

## 相连路段
路段自西向东排列，加粗字体为主干道：
- 开创大道、科丰路
- 汇星路
- 香雪大道
- 香雪三路
- 峻福路
- 峻泰路
- 开萝大道